# Hilmar Reksten

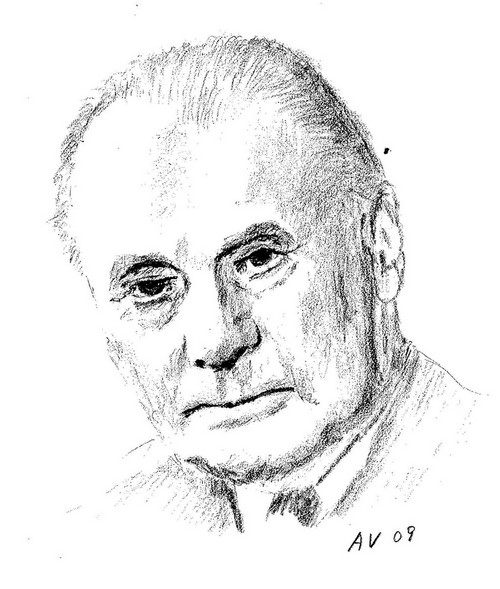
Portraitzeichnung von Hilmar Reksten

Hilmar August Reksten (* 29. Oktober 1897 in Bergen; † 1. Juli 1980 ebenda) war ein norwegischer Reeder und Unternehmer.

## Leben
Reksten wurde 1897 im Bergener Stadtteil Nordnes als ältester von drei Geschwistern des Heizers (und späteren Schiffsingenieurs) Erik Reksten und seiner Frau Helene Monsen Søndervåg geboren. Von 1917 bis 1919 arbeitete er, zunächst auf freiwilliger Basis, in einer lokalen Reederei. Danach begann er ein Wirtschaftsstudium in Köln, das von der Reederei Hans Westfal-Larsen finanziell unterstützt wurde. Nach dem Abschluss im Jahr 1924 kehrte er nach Norwegen zurück. 1929 gründete Reksten seine Reederei Skibs A/S Trajan, dessen erstes Schiff, ein 1915 in Ecorse gebauter 1347-Tonnen-Frachtdampfer, ebenfalls den Namen Trajan erhielt. Sein Vater, der zwischenzeitlich (im Zuge der Weltwirtschaftskrise) über ein Jahr arbeitslos gewesen war, arbeitete als Ingenieur auf dem Schiff. Bis zum Beginn des Zweiten Weltkriegs war die Reedereiflotte auf sechs Schiffe gewachsen. Während des Krieges engagierte sich Reksten in der norwegischen Reedervereinigung Nortraship, war dort aber nicht unumstritten.

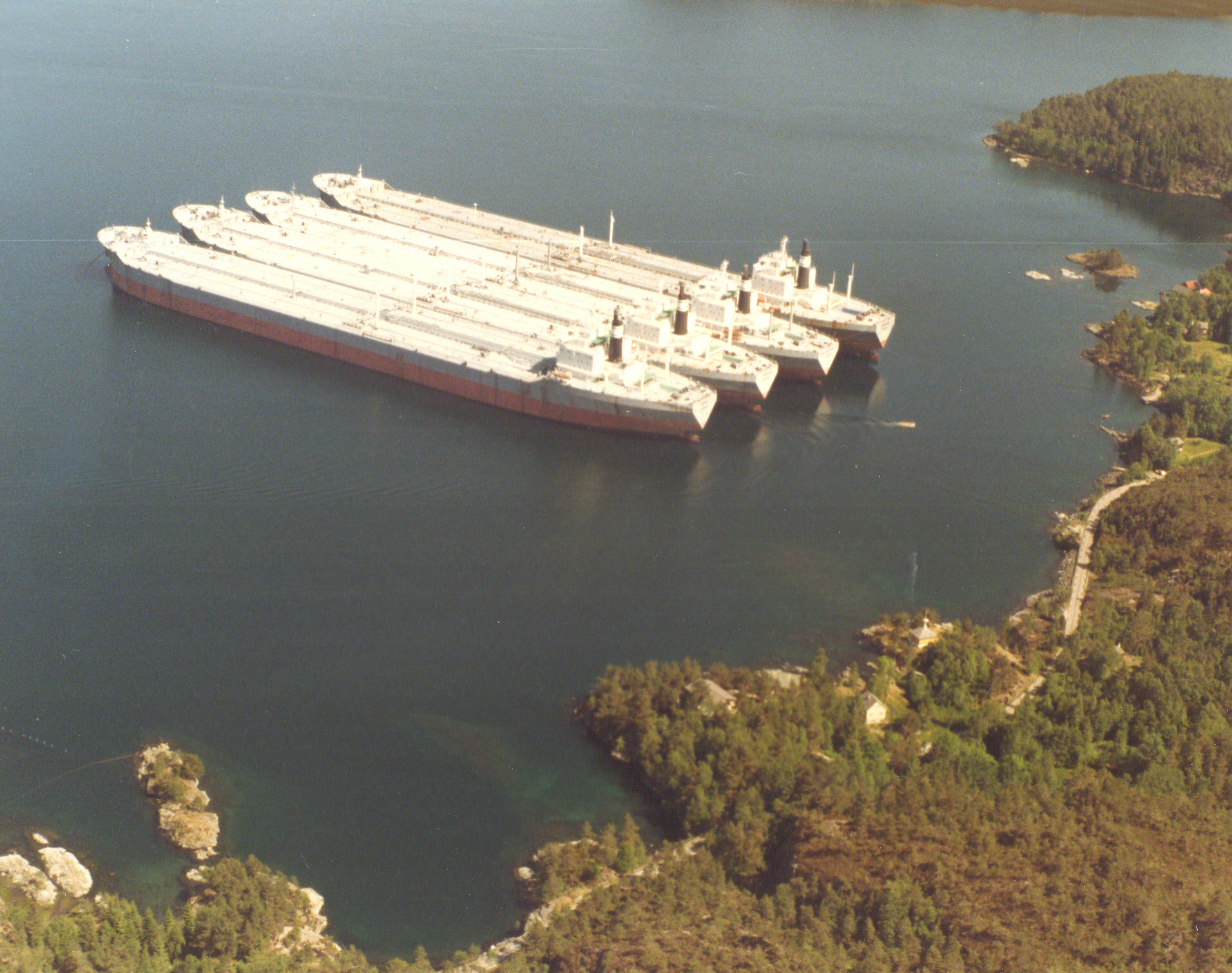
Reksten-Auflieger 1976

In den Nachkriegsjahren baute Reksten seine durch den Krieg dezimierte Flotte zunächst wieder auf und erweiterte sein Unternehmen bis zu den 1970er Jahren zur drittgrößten norwegischen Reederei – besonderen Anteil hatte dabei die Tankschifffahrt. Durch seine flexible auf den Spotmarkt und kurzlaufende Chartern ausgerichtete Unternehmenspolitik gelang es Reksten häufig, verhältnismäßig viele Schiffe kurzfristig zu sehr hohen Charterraten vermieten zu können und entsprechend große Gewinne einzustreichen. Andererseits geriet sein Schiffahrtsimperium in Zeiten schlechter Schiffahrtskonjuktur auch mehrfach an den Rand des Bankrotts.
Im Jahr 1973 war Rekstens Reederei auf der Höhe des Flottenwachstums und er selber galt als reichster Norweger, als die Ölkrise den Tankermarkt zusammenbrechen ließ. 1973 konnte Reksten sich zunächst mit eigenen Mitteln und dank zwischenzeitlich ansteigender Tankerraten über die Zeit retten, 1976 ließ sich ein Konkurs nur noch mit Staatshilfe abwenden und auch 1979 wurde er (inzwischen an Krebs erkrankt) in einem Verfahren wegen Steuerhinterziehung nur in einem von acht Anklagepunkten für schuldig befunden. Nach seinem Tod im Jahr 1980 wurde Reksten aber post mortem für bankrott erklärt; ein über zehnjähriges juristisches Tauziehen um Teile des verschwundenen Privatvermögens schloss sich an.
Reksten war (bis zu ihrem Tod im August 1939) in erster Ehe mit Bjørg Elisabeth verheiratet, mit der er fünf Kinder hatte. Von 1952 bis zu seinem Tod war er mit Carol Montgomery verheiratet, sie hatten zusammen eine Tochter, Grace Reksten, die später Alleinerbe wurde.